# Culex impositor
Culex impositor är en tvåvingeart som beskrevs av Sirivanakarn 1977. Culex impositor ingår i släktet Culex och familjen stickmyggor. Inga underarter finns listade i Catalogue of Life.